# Eredivisie (vrouwenhandbal) 2008/09
De AfAB Eredivisie is de hoogste afdeling van het Nederlandse handbal bij de vrouwen op landelijk niveau. In het seizoen 2008/2009 werd T+A/VOC landskampioen. Wings en LACO/V&L degradeerden naar de Eerste divisie.

## Teams
| Club                   | Plaats     | Provincie     | Trainers              | Hal                |
| ---------------------- | ---------- | ------------- | --------------------- | ------------------ |
| OpenLine/BFC           | Beek       | Limburg       | Frank Jacobs          | De Haamen          |
| Grando Keuken/Dalfsen  | Dalfsen    | Overijssel    | Richard Kuijer        | De Trefkoele       |
| Huyser/E&O             | Emmen      | Drenthe       | Joop Fiege            | Harwig Arena       |
| GOconnectIT/Fortissimo | Cothen     | Utrecht       | Ronald van de Kamp    | De Rijnsloot       |
| HandbalAcademie        | Oosterbeek | Gelderland    | Harry Weerman         | Elderveld (Arnhem) |
| Hellas                 | Den Haag   | Zuid-Holland  | Nico Stet             | Hellashal          |
| GIBO groep/Kwiek       | Raalte     | Overijssel    | Torben Hansen         | Tijenraan          |
| Venus/Nieuwegein       | Nieuwegein | Utrecht       |                       | Galecop            |
| Van der Voort Quintus  | Kwintsheul | Zuid-Holland  | Geert van Meersbergen | Van der Voorthal   |
| Zeeman Vastgoed/SEW    | Nibbixwoud | Noord-Holland | Edwin Ammeriaan       | 't Span            |
| T+A/VOC                | Amsterdam  | Noord-Holland | Rolf Schulte          | Elzenhagen         |
| LACO/V&L               | Geleen     | Limburg       | Wiel Mayntz           | Glanerbrook        |
| Wings                  | Den Haag   | Zuid-Holland  |                       | Loosduinen         |

## Reguliere competitie
| Pos | Club                   | Wed | W  | G | V  | Ptn | DV  | DT  | +/−  | Opmerking                              |
| --- | ---------------------- | --- | -- | - | -- | --- | --- | --- | ---- | -------------------------------------- |
| 1   | T+A/VOC                | 24  | 21 | 1 | 2  | 43  | 719 | 525 | +194 | Gekwalificeerd voor kampioenspoule     |
| 2   | HandbalAcademie        | 24  | 19 | 1 | 4  | 39  | 786 | 655 | +131 | Gekwalificeerd voor kampioenspoule     |
| 3   | Van der Voort Quintus  | 24  | 18 | 0 | 6  | 36  | 672 | 541 | +131 | Gekwalificeerd voor kampioenspoule     |
| 4   | Hellas                 | 24  | 17 | 0 | 7  | 20  | 714 | 611 | +103 | Gekwalificeerd voor kampioenspoule     |
| 5   | Zeeman Vastgoed/SEW    | 24  | 14 | 0 | 10 | 28  | 657 | 606 | +51  | Gekwalificeerd voor kampioenspoule     |
| 6   | Grando keukens/Dalfsen | 24  | 13 | 1 | 10 | 27  | 608 | 596 | +12  | Gekwalificeerd voor kampioenspoule     |
| 7   | Venus/Nieuwegein       | 24  | 12 | 1 | 11 | 25  | 656 | 633 | +23  | Gekwalificeerd voor kampioenspoule     |
| 8   | GOconnectIT/Fortissimo | 24  | 12 | 1 | 11 | 25  | 573 | 596 | −23  | Gekwalificeerd voor kampioenspoule     |
| 9   | GIBO groep/Kwiek       | 24  | 6  | 0 | 18 | 12  | 574 | 643 | −69  | Gekwalificeerd voor degradatiepoule    |
| 10  | OpenLine/BFC           | 24  | 6  | 0 | 18 | 12  | 632 | 738 | −106 | Gekwalificeerd voor degradatiepoule    |
| 11  | Huyser/E&O             | 24  | 6  | 0 | 18 | 12  | 468 | 664 | −196 | Gekwalificeerd voor degradatiepoule    |
| 12  | Wings                  | 24  | 5  | 1 | 18 | 11  | 473 | 575 | −102 | Gekwalificeerd voor degradatiepoule    |
| 13  | LACO/V&L               | 24  | 4  | 1 | 20 | 8   | 524 | 673 | −149 | Directe degradatie naar Eerste divisie |

## Nacompetitie

### Degradatiepoule
| Pos | Club             | Wed | Ptn | Opmerking                      |
| --- | ---------------- | --- | --- | ------------------------------ |
| 1   | GIBO groep/Kwiek | 6   | 14  |                                |
| 2   | OpenLine/BFC     | 6   | 8   |                                |
| 3   | Huyser/E&O       | 6   | 7   |                                |
| 4   | Wings            | 6   | 5   | Degradatie naar eerste divisie |

### Kampioenspoule

#### 1e ronde

##### Kampioensgroep A
| Pos | Club                   | Wed | W | G | V | Ptn | DV  | DT  | +/− | BP | Opmerking                        |
| --- | ---------------------- | --- | - | - | - | --- | --- | --- | --- | -- | -------------------------------- |
| 1   | T+A/VOC                | 6   | 4 | 1 | 1 | 13  | 160 | 102 | +12 | 4  | Geplaatst voor 2e ronde Play-Off |
| 2   | Hellas                 | 6   | 4 | 0 | 2 | 11  | 165 | 143 | +22 | 3  | Geplaatst voor 2e ronde Play-Off |
| 3   | GOconnectIT/Fortissimo | 6   | 2 | 0 | 4 | 5   | 130 | 145 | −15 | 1  |                                  |
| 4   | ZeemanVastgoed/SEW     | 6   | 1 | 1 | 4 | 5   | 142 | 161 | −19 | 2  |                                  |

##### Kampioensgroep B
| Pos | Club                   | Wed | W | G | V | Ptn | DV  | DT  | +/− | BP | Opmerking                        |
| --- | ---------------------- | --- | - | - | - | --- | --- | --- | --- | -- | -------------------------------- |
| 1   | HandbalAcademie        | 6   | 5 | 0 | 1 | 14  | 194 | 158 | +36 | 4  | Geplaatst voor 2e ronde Play-Off |
| 2   | Van der Voort Quintus  | 6   | 4 | 0 | 2 | 11  | 156 | 160 | −4  | 3  | Geplaatst voor 2e ronde Play-Off |
| 3   | Grando keukens/Dalfsen | 6   | 3 | 0 | 3 | 8   | 66  | 153 | +13 | 2  |                                  |
| 4   | Venus/Nieuwegein       | 6   | 0 | 0 | 6 | 1   | 154 | 199 | −45 | 1  |                                  |

#### 2e ronde
| 9 mei 2009 | Van der Voort Quintus | 23 − 24 | T+A/VOC |

| 17 mei 2009 | T+A/VOC | 27 − 21 | Van der Voort Quintus |

| 9 mei 2009 | Hellas | 39 − 29 | HandbalAcademie |

| 16 mei 2009 | HandbalAcademie | 30 − 28 | Hellas |

#### Best of three
| 23 mei 2009 | T+A/VOC | 23 − 29 | Hellas | Elzenhagen, Amsterdam |
| 23 mei 2009 |         |         |        | Elzenhagen, Amsterdam |
| 23 mei 2009 |         |         |        | Elzenhagen, Amsterdam |

| 30 mei | Hellas | 28 − 23 | T+A/VOC | Hellashal, Den Haag |
| 30 mei |        |         |         | Hellashal, Den Haag |
| 30 mei |        |         |         | Hellashal, Den Haag |

| 6 juni | T+A/VOC | v | Hellas | Elzenhagen, Amsterdam |
| 6 juni |         |   |        | Elzenhagen, Amsterdam |
| 6 juni |         |   |        | Elzenhagen, Amsterdam |

## Beste handbalsters van het jaar
In de verkiezing handballer en handbalster van het jaar werden de volgende prijzen verdeeld:
| Categorie           | Winnaar               | Club                  |
| ------------------- | --------------------- | --------------------- |
| Keepster            | Martine Ter Haar      | T+A/VOC               |
| Linkeropbouwster    | Teuntje Schaefers     | T+A/VOC               |
| Rechteropbouwster   | Laura van der Heijden | Venus Nieuwegein      |
| Middenopbouwster    | Lindsey Schrekker     | T+A/VOC               |
| Linkerhoek          | Rachel Piekhaar       | Van der Voort Quintus |
| Rechterhoek         | Debbie Bont           | T+A/VOC               |
| Cirkel              | Marcella Deen         | T+A/VOC               |
| Trainer             | Rolf Schulte          | T+A/VOC               |
| Talent van het jaar | Danick Snelder        | Hellas                |